# Алберт Крамер
Алберт Крамер (словен. Albert Kramer, Трбовље, 6. октобар 1882 – Љубљана, 27. мај 1943) био је словеначки и југословенски правник, доктор наука, новинар, дипломата и политичар.

## Биографија
Студирао је филозофију и право на Универзитету у Грацу и Универзитету у Прагу, где је докторирао 1910. године. Главни уредник политичког часописа Словеначки народ је постао 1914. године, а касније је основао лист Јутро и био његов главни уредник од 1921. до 1943. године.
Од 1909. године је постао члан Народне напредне странке, а касније је био један од оснивача Југословенске демократске странке. Напустио ју је 1923. године и био међу првацима словеначких либерала. 
Обављао је дужност посланика Краљевине Југославије у Прагу, 1931. године.
Предводио је словеначки део Југословенске националне странке. У јулу 1933. године, изабран је за потпредседника и генералног секретара Југословенске националне странке.
У трећој влади генерала Петра Живковића је обављао дужност министра трговине и индустрије, од 5. јануара 1932. до 4. априла 1932. године. Исти ресор је задржао у влади Војислава Маринковића од 4. априла 1932. до 2. јула 1932. године.
У владама Милана Сршкића и петој влади Николе Узуновића, био је министар без портфеља.
На првим изборима за Сенат Краљевине Југославије 1935. године је изабран за сенатора из Дравске бановине. На парламентарним изборима 1938. године, његова политичка групација је учествовала на изборној листи "Блок народне слоге - др Влатко Мачек".